# Kenozerský národní park
Kenozerský národní park (rusky Кенозерский национальный парк) je chráněné území v ruské Archangelské oblasti, v Kargopolském a Plesecském rajónu. Ustanoven byl v roce 1991, od roku 2004 je biosférickou rezervací UNESCO a od roku 2024 i památkou světového dědictví UNESCO. Významným geografickým prvkem parku je jezero Kenozero (68 km², v povodí řeky Oněga).
Člověkem utvářená kulturní krajina hraje důležitou roli v rozvoji vysoké úrovně biologické rozmanitosti v této chráněné oblasti. Přírodně-geografické zvláštnosti a staletí stará historie vytvořily podmínky pro existenci nejrůznějších rostlinných a živočišných druhů. Vyskytují se zde jak ptačí druhy typické pro střední tajgu, tak i pro listnaté lesní a stepní zóny. Pro řadu ptáků je oblast jezera Kenozero severní nebo jižní hranice svého přirozeného rozšíření. V oblasti je zaznamenána řada dravých ptáků, jako je káně lesní, jestřáb lesní, potápník slepý a moták bahenní. V oblasti je evidováno 534 druhů rostlin, z toho 53 vzácných nebo ohrožených, včetně několika druhů orchidejí. Fauna zahrnuje druhy charaktristické pro biom tajgy, jako je vlk, medvěd hnědý, rosomák, los, rys, vydra, kuna a norek.
Kulturní krajina se zde začala vyvíjel ve 12. století po postupné slovanské kolonizaci. Zahrnuje řadu tradičních venkovských sídel s lidovou dřevěnou architekturou a odráží komunální hospodaření v zemědělství a přírodě, které se rozvinulo, když se původní ugrofinská kultura spojila s tradiční slovanskou kulturou. Dřevěné kostely a další církevní stavby, původně zdobené malovanými stropy neboli „nebesy“, jsou klíčovými společenskými, kulturními a vizuálními dominantami oblasti. Jejich prostorová organizace spolu s posvátnými místy a symboly zdůrazňují duchovní spojení obyvatel s tímto prostředím.

## Fotogalerie

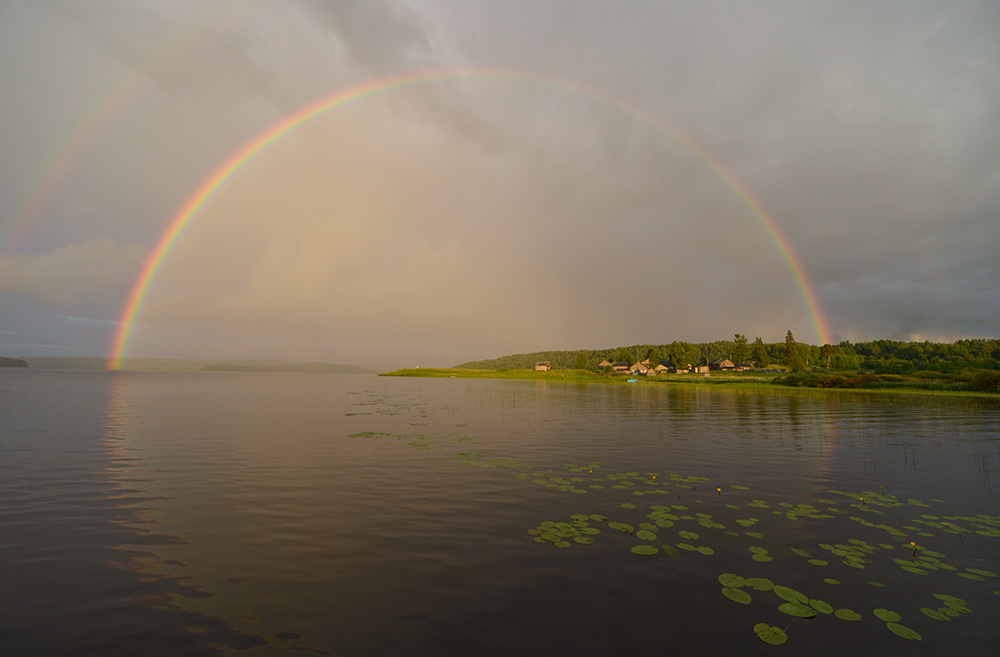
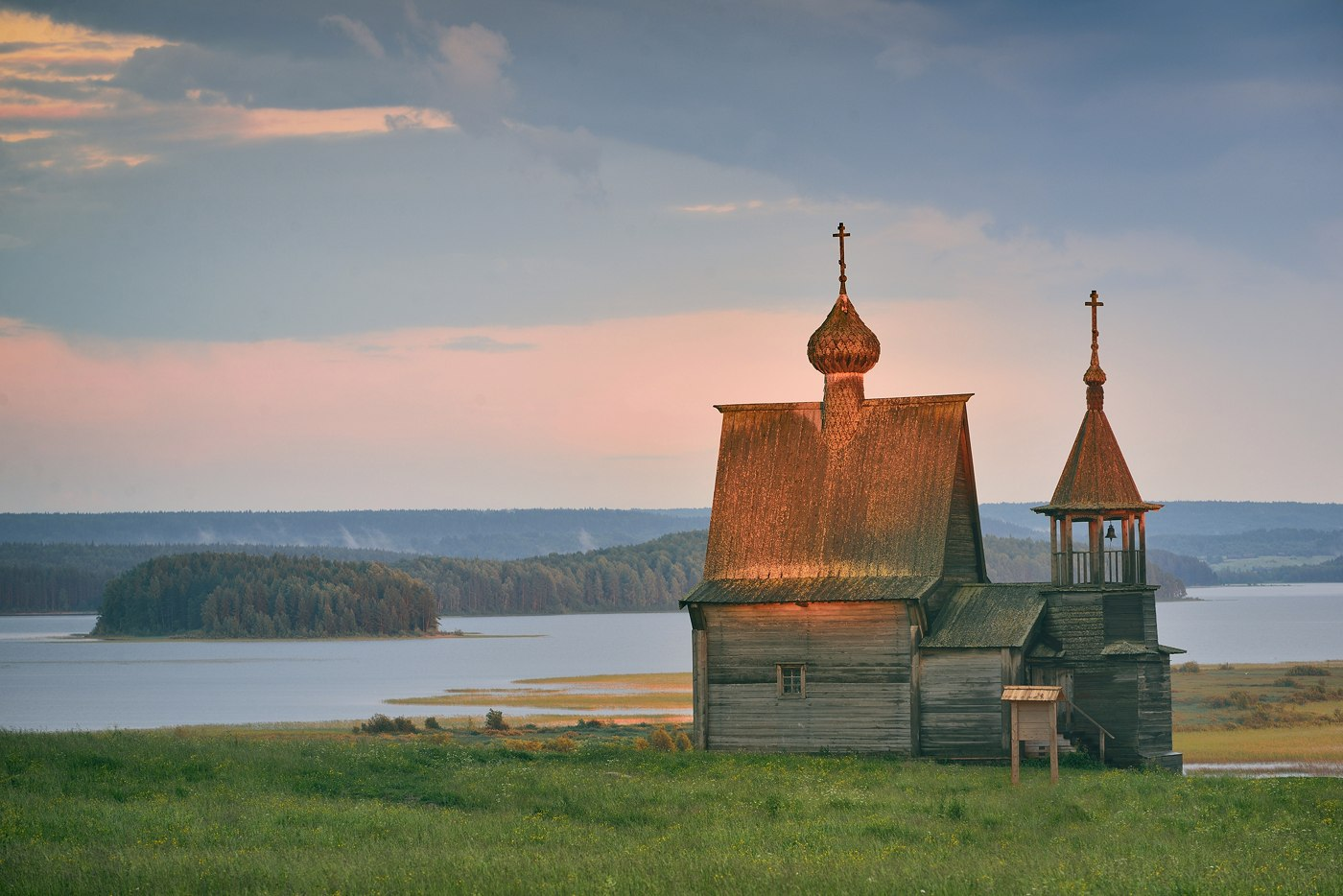
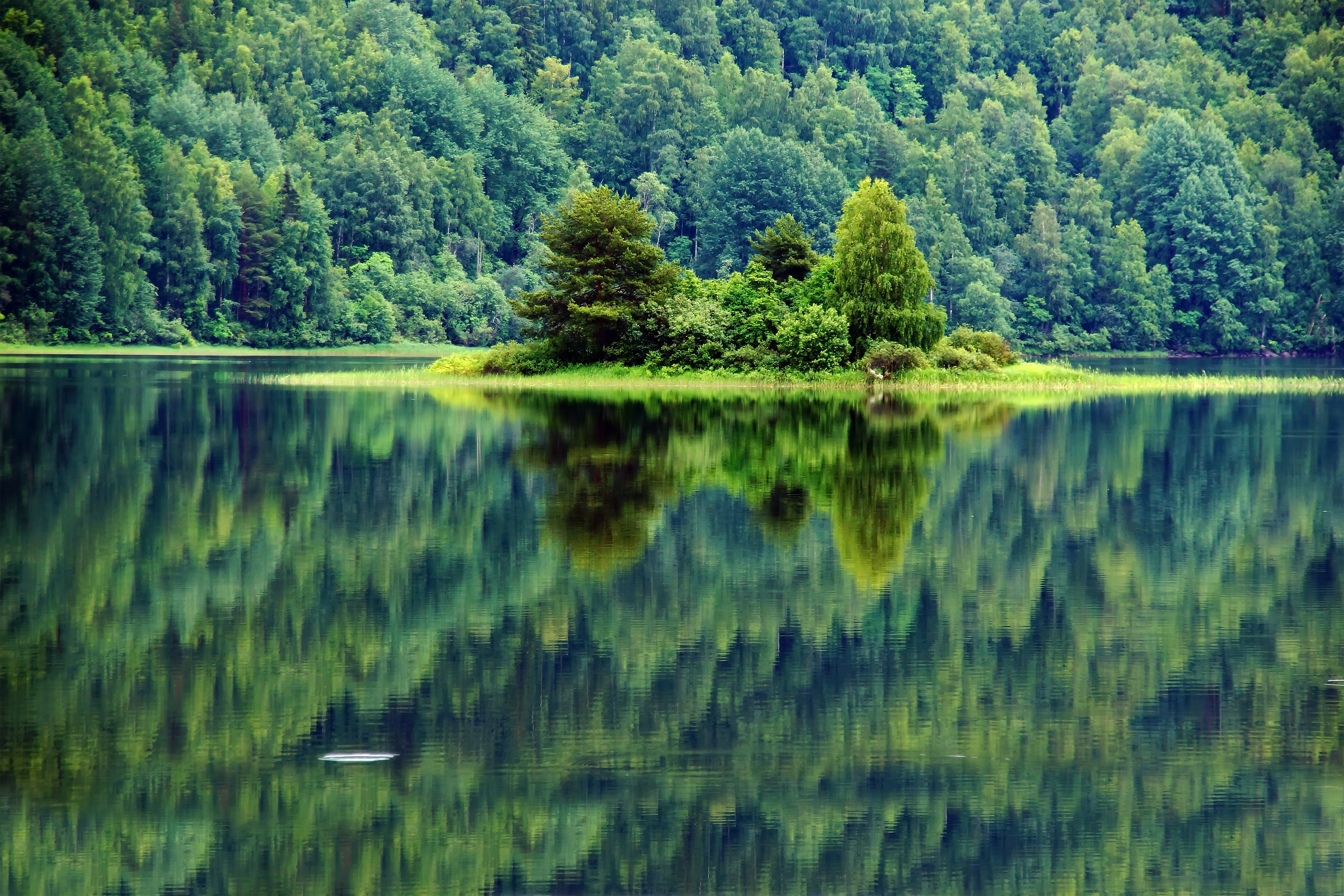
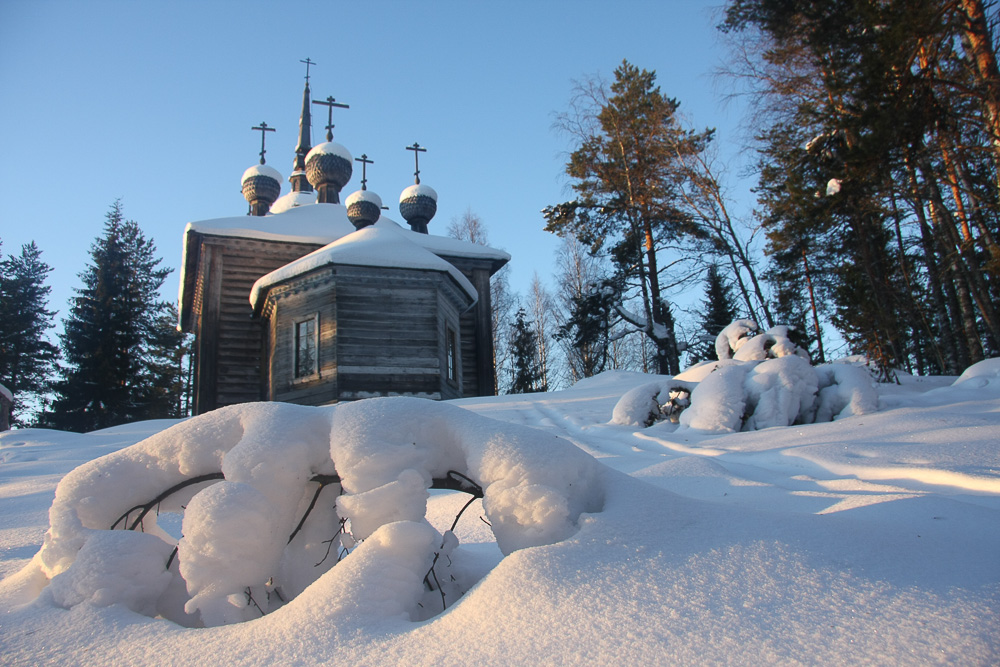